# Edward William Johnson
Edward William Johnson, detto Eddie (Chester, 20 settembre 1984), è un ex calciatore inglese, di ruolo attaccante.

## Carriera

### Club
Nato a Chester, ha iniziato la sua carriera con le giovanili del Crewe Alexandra e del Manchester United. Nel 2003 venne promosso nella prima squadra dello United, ma non fece neanche una presenza.
Nel 2004 venne ceduto in prestito prima alla squadra belga del Royal Antwerp, poi al Coventry City e poi al Crewe Alexandra, squadra in cui passò cinque stagioni nelle file giovanili.
Nel 2006, svincolatosi dal Manchester United, si è unito al Bradford City, dove ha giocato 64 partite di campionato in due stagioni. Dopo essere stato svincolato dal club di Bradford nel 2008, si è unito al club della sua città natale, il Chester City, in cui ha trascorso una stagione, totalizzando 10 presenze e un gol segnato.
Nel 2009 si trasferisce all'Austin Aztex, squadra della USL First Division. Mettendosi in mostra nella squadra della First Division, viene acquistato dal Portland Timbers alla fine della stagione 2010.
Nell'aprile 2012, a soli 27 anni, decide di ritirarsi dal calcio giocato, a causa dell'ennesimo infortunio occorsogli e di alcuni problemi familiari.

### Nazionale
Conta tre presenze nella nazionale inglese Under-20, con la quale nel 2003 ha partecipato ai Mondiali di categoria.

## Palmarès

### Club

#### Competizioni giovanili
- FA Youth Cup: 1

Manchester United: 2002-2003